# No Authority
No Authority ist eine Ska-Punk-Band aus Lahr (Baden-Württemberg), die 1996 gegründet wurde. No Authority ist damit eine der ersten deutschen Bands in diesem Genre.
Die ersten vier Alben der Band erschienen auf dem Schweizer Label Leech Records. Das fünfte Album Between Here and Out of Control erschien beim  Freiburger Label Flight 13 Records. Im Jahr 2020 war No Authority Protagonist der fünften Episode der Konzertfilmserie WeLive. Produziert wird die Serie von der Produktionsfirma punchline studio unter der Regie der Brüder Maik und Pirmin Styrnol.

## Diskografie
- 2000: Same
- 2002: Honk if You're Horny!!
- 2005: No Hard & Fast Rules
- 2008: Don't Lose Heart
- 2012: Between Here and Out of Control
- 2019: This Is Your Time EP